# Oxid de cobalt (II)
Oxidul de cobalt (II) este un compus binar al cobaltului cu oxigenul cu formula chimică CoO.

## Proprietăți

### Chimice
În oxidul de cobalt, procentul de cobalt și de oxigen este distribuit astfel: 78,65% cobalt și 21,35% oxigen. 